# Verena Konietschke

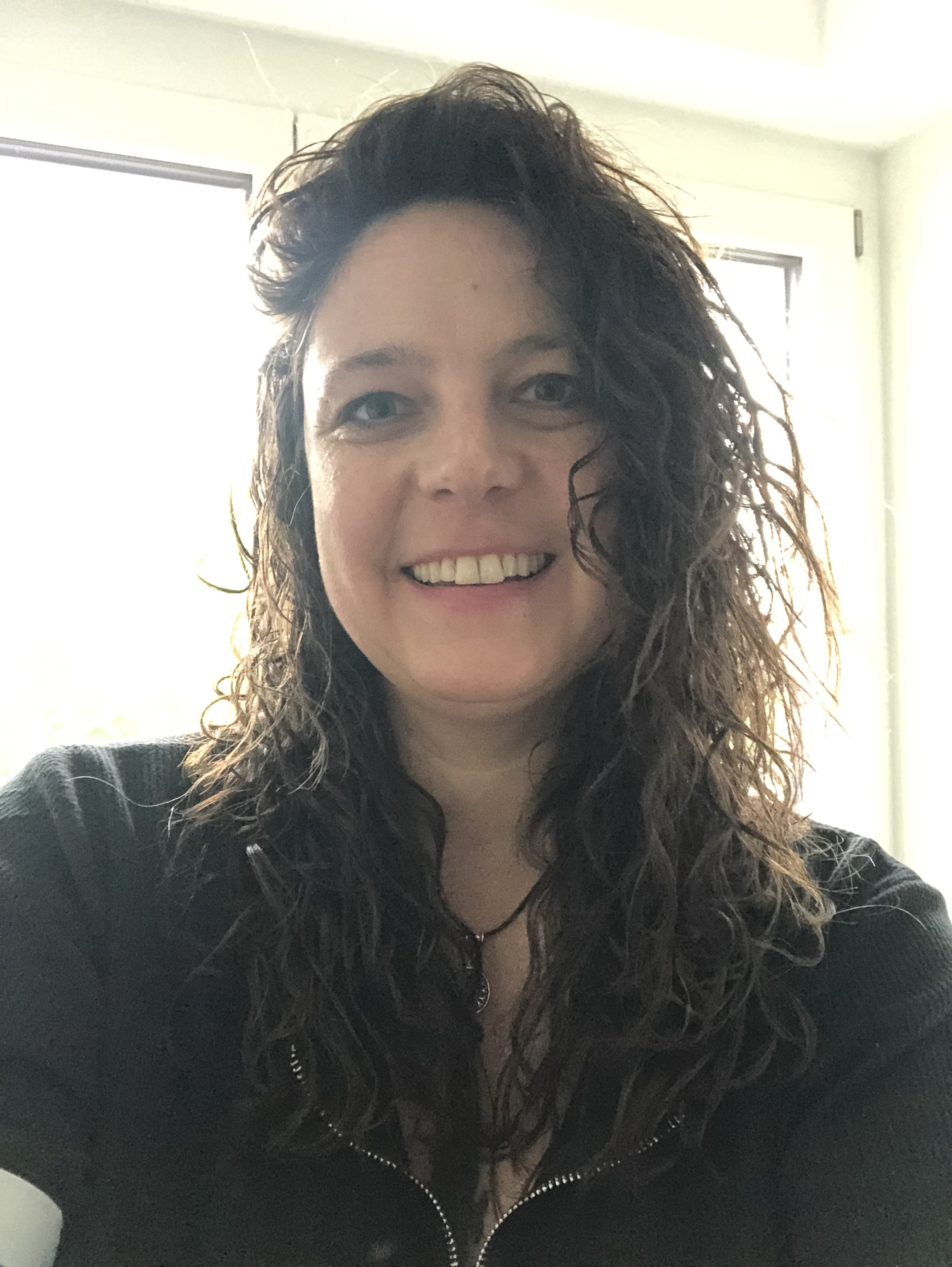
Verena Konietschke (2024)

Verena Konietschke (* 10. Februar 1981 in München) ist eine deutsche Schauspielerin, Actiondarstellerin und ehemalige Stuntfrau.

## Leben
Verena Konietschke startete schon im Alter von vier Jahren ihren ersten Wettkampf im Gerätturnen. Später begann sie mit dem Kampfsporttraining.
Von Kindesbeinen an stand Konietschke bei Auftritten auf der Bühne und kombinierte Action mit Schauspiel.
Im Teenageralter bekam sie ein Pferd. Sie ritt ihr Pferd täglich und bildete das Pferd aus. Sie stellte das Pferd zunächst auf Mittelalterfesten vor, später dann Pferdeshows mit Trick- und Stuntreiten.

## Karriere
Verena Konietschke absolvierte erfolgreich die Schauspielausbildung und die Stuntausbildung.
Danach folgte ein Studium an der LMU München für Theaterwissenschaft, Schwerpunkt Film. Dort erlangte sie den Abschluss Bachelor of Arts.
Zudem schloss sie die einjährige Weiterbildung als Producerin bei der Allianz Deutscher Produzenten – Film & Fernsehen ab.

## Filmografie (Auswahl)
(Quellen: )
- 2022–2024: Levizia
- 2018: Labaule & Erben
- 2017: Die Vierhändige
- 2017: Lena Lorenz
- 2016: Einsatz in Köln – Die Kommissare
- 2016: In Gefahr – Ein verhängnisvoller Moment
- 2016: Bittersweet Revenge
- 2016: Frühling
- 2015: Huntress: Jägerin der Nacht
- 2015: Die Amazonen – Mythos und Legende der geheimnisvollen Kriegerinnen
- 2015: Verdachtsfälle
- 2015: One Million K(l)licks
- 2014: Seitensprung
- 2014: Let’s go!
- 2020/2014/2010: Aktenzeichen XY Ungelöst
- 2012: I.R.I.N.A.
- 2011/2010: Soko Stuttgart
- 2013:Girl on a Bicycle
- 2012: Die Bergretter
- 2011: Die Superbullen – Sie kennen keine Gnade
- 2010: Freche Mädchen 2
- 2010: Vincent will Meer
- 2010: Black Forest Film
- 2009/2010: Kommissarin Lucas
- 2010: Die Vorstadtkrokodile
- 2007: Die Frauen von der Parkallee
- 2007: Alma ermittelt – Tango und Tod
- 2007: Forsthaus Falkenau
- 2006: Rose

## Theatrografie (Auswahl)
(Quellen: )
- 2023–2024: Loriot, Hoftheater Bergkirchen, Regie: Ansgar Wilk, Rolle: Evelyn Hamann.
- 2024: Der kleine Prinz, Theater Fritz & Freunde, Regie: Volker M. Stöhr, Rolle: Der kleine Prinz.
- 2023–2024: Momo, Neue Werkbühne München, Regie: Herbert Müller, Rolle: Gigi.
- 2024: Petterson und Findus, Theater Fritz & Freunde, Regie: Detlef Winterberg, Rolle: Findus.
- 2024: Herr der Finsternis, Theater Fritz & Freude, Regie: Detlef Winterberg, Rolle: Herr der Finsternis.
- 2023–2024: Maria Stuart, Neue Werkbühne München, Regie: Herbert Müller, Rolle: Mortimer.
- 2019–2020: Ètude for an Emergency, Münchner Kammerspiele, Regie: Florentina Holzinger, Rolle Performerin.
- 2019: Dickicht, Münchner Kammerspiele, Regie Christopher Rüping, Rolle: Stuntfrau.
- 2017–2018: Pippi Langstrumpf, Theater Fritz & Freunde, Regie: Detlef Winterberg, Rolle: Pippi Langstrumpf.
- 2016–2017: Der satanarchäolügenialkohöllische Wunschpunsch, Neue Werkbühne München, Regie: Herbert Müller, Rolle: Tyrannia Vamperl.
- 2015: Lumpazivagabundus, Sommertheater, Regie: Herbert Müller, Rolle: Lumpazivagabundus.
- 2010–2014: Lache und dein Pony lacht mit dir, Pferdeshows, Regie: Verena. Rolle: Verena.
- 2011: Reise ins Morgenland, Kaltenberger Ritterturnier, Regie: Mario Luraschi, Rolle: Fightgirl des Schwarzen Ritters.
- 2010: Die verbotenen Stadt, Festspiele Moosburg, Regie: Jochen Servatius, Rolle: Die Zeit.
- 2008: Der Kampf um den Gral, Kaltenberger Ritterturnier, Rolle: Jungfrau.
- 2008–2010: Bavaria Film Stunt Show, Regie: Mac Steinmeier, Rolle: Stuntfrau Bärbel.
- 2007–2008: Tanz trifft Pferd, Pferdeshows, Rolle: Showreiterin.
- 2006: Bernarda Albas Haus, Tams-Theater, Regie: Bruce Pitkin, Rolle: Adela.

## Diskographie
- 2024: Singles: Ich bin die Stuntfrau, (Release date/voraussichtliche Veröffentlichung: Mitte Dezember 2024)